# Hôtel de Fontvert
L'hôtel de Fontvert est un hôtel particulier situé à Aix-en-Provence. 

## Histoire
Les vantaux et l'imposte de la porte font l'objet d'une inscription au titre des monuments historiques par arrêté du 25 mars 1929.